# Michel Deville (filmregisseur)
Michel Deville (Boulogne-Billancourt, 13 april 1931 – aldaar, 16 februari 2023) was een Frans filmregisseur en scenarioschrijver. Hij verwezenlijkte vooral (dramatische) komedies en politiefilms. Hij schreef mee aan het scenario van het merendeel van zijn films. Hij heeft ook enkele dichtbundels op zijn naam staan.

## Leven en werk

### Eerste stappen in de filmwereld
Michel Deville deed veel filmervaring op wanneer hij tussen 1952 en 1958 de vaste regieassistent van Henri Decoin was. Op de filmset leerde hij de schrijver van politieromans Albert Simonin kennen die in die tijd de dialogen verzorgde voor enkele films van Decoin. Met Charles Gérard als coregisseur draaide hij in 1958 zijn eerste film, de politiefilm Une balle dans le canon, die gebaseerd was op de eerder dat jaar verschenen gelijknamige roman van Simonin.

### Jaren zestig: ontmoeting met scenarioschrijfster Nina Companeez
In 1961 al stichtte hij zijn eigen productiemaatschappij Éléfilm om Ce soir ou jamais, zijn volgende film, te financieren. Voor die komedie kon hij voor de eerste keer een beroep doen op het talent van Nina Companeez. Zij werd zijn vaste coscenariste van een tiental speelse fantasierijke komedies. Hun laatste samenwerking was meteen zijn eerste groot succes, Raphaël ou le Débauché (1971), zijn tweede kostuumfilm. Net als de in de libertijnse 18e eeuw gesitueerde zedenkomedie Benjamin ou les Mémoires d'un puceau (1968) en de Brigitte Bardot-komedie L'Ours et la Poupée (1969), droeg deze film aanzienlijk bij tot Deville's reputatie van filmmaker die op een verfijnde en elegante wijze de verhoudingen tussen mannen en vrouwen kon schetsen.

### Jaren zeventig
In de zwarte satirische komedie Le Mouton enragé (1974) werd de bescheiden bankbediende Jean-Louis Trintignant gemanipuleerd door een oude schoolkameraad en beleefde zo een sociale en amoureuze opgang. Het thema van de manipulatie kwam volop terug in Le Dossier 51 (1978), de verfilming van de spionageroman van Gilles Perrault, waar de inbreuk in de privacy aan de kaak gesteld werd.  Vanaf toen verloren zijn films hun lichtvoetigheid en werden ze somberder en soms wrang.

### Jaren tachtig: ontmoeting met scenarioschrijfster Rosalynde Damamme
Le Voyage en douce (1980) was een soort roadmovie waarin twee vriendinnen de vrijheid en elkaar met ingehouden én openbloeiende sensualiteit herontdekten. In het complexe drama Eaux profondes (1981), voerde hij het perverse en moordlustige koppel Jean-Louis Trintignant-Isabelle Huppert ten tonele. Inspiratie vond hij in een roman van Patricia Highsmith. Met het eveneens rond manipulatie draaiende politiedrama Péril en la demeure (1984) begon de samenwerking met Rosalynde Damamme, een scenariste met wie hij trouwde. Vanaf dan schreef ze mee aan zijn scenario's en produceerde ze zijn films onder de naam Rosalynde Deville. De als een toneelstuk opgezette polar Le Paltoquet (1986) was een intrigerend en dromerig huis clos. Met La Lectrice (1988) leverde hij zijn tweede groot kassucces af : hij voerde Miou-Miou, op het toppunt van haar kunnen, op als voorleester in verhalen waar liefde en taal altijd samengingen. 

### Latere carrière en overlijden
Nuit d'été en ville (1990) bracht een ander soortig, intiem huis clos waarin de man en de vrouw, nadat ze de liefde bedreven hebben, elkaar zowel fysisch als cerebraal verder exploreerden. De psychologische polar Toutes peines confondues (1992) was zijn meest duistere film : de twee zangers-acteurs, Jacques Dutronc als verdorven zakenman en Patrick Bruel als sympathieke politieagent, manipuleerden elkaar en iedereen. In Un monde presque paisible (2002) bracht hij de jodenwijk van het naoorlogse Parijs op een nostalgische manier in beeld. De satirische komedie Un fil à la patte (2005), zijn laatste film, was een verfilming van de gelijknamige beroemde vaudeville van Georges Feydeau.
Deville overleed thuis op 91-jarige leeftijd.

## Filmografie

### Lange speelfilms
- 1958 - Une balle dans le canon (samen met Charles Gérard)
- 1961 - Ce soir ou jamais
- 1962 - Adorable Menteuse
- 1963 - À cause, à cause d'une femme
- 1963 - L'Appartement des filles
- 1964 - Lucky Jo
- 1966 - On a volé la Joconde
- 1966 - Martin soldat
- 1967 - Tendres requins
- 1967 - Benjamin ou les Mémoires d'un puceau
- 1969 - Bye bye, Barbara
- 1970 - L'Ours et la Poupée
- 1971 - Raphaël ou le Débauché
- 1973 - La Femme en bleu
- 1974 - Le Mouton enragé
- 1977 - L'Apprenti salaud
- 1978 - Le Dossier 51
- 1980 - Le Voyage en douce
- 1981 - Eaux profondes
- 1982 - La Petite Bande
- 1984 - Péril en la demeure
- 1986 - Le Paltoquet
- 1988 - La Lectrice
- 1990 - Nuit d'été en ville
- 1991 - Contre l'oubli (collectief filmproject, segment Pour Nguyen Chi Thien)
- 1992 - Toutes peines confondues
- 1993 - Aux petits bonheurs
- 1996 - La Divine Poursuite
- 1999 - La Maladie de Sachs
- 2002 - Un monde presque paisible
- 2005 - Un fil à la patte

### Televisie
- 1962 - Les Petites Demoiselles (korte film)
- 1983 - Les Capricieux (televisiefilm)

## Prijzen
- 1967 - Benjamin ou les Memoires d'un puceau : Prix Louis Delluc
- 1979 - Le Dossier 51 : César voor Beste scenario of bewerking samen met Gilles Perrault
- 1986 - Péril en la demeure : César voor Beste regisseur
- 1988 - La Lectrice  : Prix Louis Delluc
- 1988 - La Lectrice : Grand Prix des Amériques op het Internationaal filmfestival van Montreal
- 1999 - La Maladie de Sachs : Zilveren Schelp voor beste regisseur op het Internationaal filmfestival van San Sebastian